# HD 43691
HD 43691 — одиночная звезда в созвездии Возничего на расстоянии приблизительно 279 световых лет (около 85,7 парсек) от Солнца. Видимая звёздная величина звезды — +8,03m. Возраст звезды определён как около 2,8 млрд лет.
Вокруг звезды обращается, как минимум, одна планета.

## Характеристики
HD 43691 — жёлтая звезда спектрального класса G0IV, или G0. Масса — около 1,32 солнечной, радиус — около 1,704 солнечного, светимость — около 3,747 солнечных. Эффективная температура — около 6015 K.

## Планетная система
В 2007 году командой астрономов, работающих в рамках программы по поиску планет с помощью спектрографа ELODIE, было объявлено об открытии планеты HD 43691 b. Это горячий газовый гигант, совершающий полный оборот вокруг родительской звезды приблизительно за 36 суток. Открытие было совершено методом Доплера.
В 2019 году учёными, анализирующими данные проектов HIPPARCOS и Gaia, у звезды обнаружена планета HIP 30057 c.